# Giovi da Camposampiero
 (avril 2024).
Si vous disposez d'ouvrages ou d'articles de référence ou si vous connaissez des sites web de qualité traitant du thème abordé ici, merci de compléter l'article en donnant les références utiles à sa vérifiabilité et en les liant à la section « Notes et références ».
Giovi da Camposampiero (né possiblement à Padoue durant la seconde moitié du XIIIe siècle et mort avant le 16 juillet 1343) est un condottiere, homme politique et diplomate italien, au service du commune de Padoue et du duché de Ferrare.

## Biographie
Il vient d'une branche secondaire de la Famille Camposampiero (it), fils du juge Guglielmo di Florio di Gherardo et de Palmeria da Terradura. Il semble que Florio soit un fils naturel et donc Giovi ne peut pas jouir des droits féodaux de la famille. Il détient cependant des fiefs décimaux pour le compte de l'évêque de Padoue. Selon Giorgio Piloni, il occupe également certains postes auprès de l'évêque de Belluno et Feltre.
Il est partisan des guelfes et est impliqué dans la naissance de la seigneurie carrarese à Padoue (on le retrouve souvent aux côtés d'Albertino Mussato). Il occupe des postes diplomatiques et militaires pour le compte de la commune : il est ambassadeur à Trévise (1316) et participe à la guerre contre Cangrande della Scala en tant que commandant d'un détachement pour défendre le contado (1318) ; il s'oppose également à la paix conclue entre Cangrande et Jacopo da Carrara (14 mars 1318). À la suite de la paix, de nombreux exilés retournent à Padoue, le poussant à fuir et à dépouiller sa maison.
Par la suite, il soutient la tentative de Cunizza da Carrara, veuve de son parent Tiso VIII da Camposampiero, d'empêcher l'instauration de la seigneurie de Jacopo, qui lui est finalement reconnue le 25 juillet 1318.
Mais en août de l'année suivante, il est rappelé en ville avec les autres opposants qui ne sont pas passés du côté de Cangrande et se voit confier de nouvelles missions.
Il se rend à Bolzano pour négocier la fin des hostilités avec les Scaligeri en présence de Frédéric Ier d'Autriche. Peu après, il se distingue lors de la sortie contre les Véronais assiégeant Padoue (1320). Encore, il se rend à Trévise pour demander l'intervention du comte de Gorizia qui, arrivé à Padoue avec ses propres troupes, contribue à la défaite de Cangrande. Par conséquent, la paix est conclue.
En 1321, pour résoudre les derniers problèmes, il est à nouveau envoyé par Frédéric d'Autriche qui le nomme chevalier aux côtés de Niccolò da Carrara. Peu de temps après, il persuade le monarque de déclarer rebelles les opposants padovans qui combattent encore contre la ville.
Il s'oppose à nouveau aux Carraresi lorsque ceux-ci permettent le retour des exilés du côté des Scaligeri. En 1324, il participe à un complot dirigé par Paolo Dente mais, ayant échoué, il est exilé à Venise. Malgré cela, il se rend à Ferrare chez les Este : sa présence à la cour en 1330 et en 1331 est prouvée. Toujours en 1331, il obtient la citoyenneté vénitienne.
En 1332, il prend le commandement de l'armée estense qu'il mène à la conquête de Modène. Pendant le siège de San Felice sul Panaro, cependant, il est durement battu par les Modenais et par Charles de Luxembourg (le futur empereur Charles IV). Camposampiero lui-même est fait prisonnier et n'est libéré que bien plus tard moyennant paiement. En 1340, il est le procureur des Este lors des négociations entre les Scaligeri et les Gonzaga et les Este et Taddeo Pepoli, prêtant ensuite serment sur l'accord conclu. Sa dernière attestation remonte au 12 janvier 1343, lorsqu'il reçoit une investiture de la part de l'évêque de Padoue.

## Descendance
Sa première femme est Bella Ongarelli. Il se marie en secondes noces avec Caterina Mazzucchi de Torcoli, qui lui donne Guglielmo et Leonisio. Un troisième fils, mais l'information est incertaine, aurait été Liberale.